# Horisme dryocyma
Horisme dryocyma là một loài bướm đêm trong họ Geometridae.